# Halocynthia
Halocynthia es un género de tunicados de ascidias de la familia Pyuridae. Especies como H. roretzi sirven como alimento.
Las especies del género Halocynthia incluyen:
- Halocynthia aurantium (Pallas, 1787)
- Halocynthia breviramosa Sluiter, 1904
- Cactus Halocynthia (Oka, 1932)
- Halocynthia dumosa (Stimpson, 1855)
- Halocynthia hilgendorfi (Traustedt, 1885)
- Halocynthia igaboja Oka, 1906
- Halocynthia igaguri Tokioka, 1953
- Halocynthia microspinosa (Nombre de Van, 1921)
- Halocynthia okai Ritter, 1907
- Halocynthia papillosa (Lineo, 1767)
- Halocynthia piriformis (Rathke, 1806)
- Halocynthia roretzi (Drasche, 1884)
- Halocynthia simaensis Tokioka, 1949
- Halocynthia spinosaSluiter , 1905
- Halocynthia turboga (Oka, 1929)

Los nombres de especies actualmente se consideran sinónimos:
- Halocynthia arabica Monniot, 1965: sinónimo de Halocynthia spinosa Sluiter, 1905
- Halocynthia arctica (Hartmeyer, 1899): sinónimo de Boltenia echinata (Linnaeus, 1767)
- Halocynthia carnleyensis Bovien, 1921: sinónimo de Pyura trita (Sluiter, 1900)
- Halocynthia castaneiformis (Drasche, 1884): sinónimo de Boltenia villosa (Stimpson, 1864)
- Halocynthia cerebriformis (Herdman, 1881): sinónimo de Pyura spinosa (Quoy & Gaimard, 1834)
- Halocynthia chilensis (Molina, 1782): sinónimo de Pyura chilensis Molina, 1782
- Halocynthia comma Hartmeyer, 1906: sinónimo de Pyura comma (Hartmeyer, 1906)
- Halocynthia deani (Ritter, 1900): sinónimo de Halocynthia aurantium (Pallas, 1787)
- Halocynthia defectiva Millar, 1962: sinónimo de Halocynthia spinosa Sluiter, 1905
- Halocynthia discoveryi Herdman, 1910: sinónimo de Pyura discoveryi (Herdman, 1910)
- Halocynthia echinata (Linnaeus, 1767): sinónimo de Boltenia echinata (Linnaeus, 1767)
- Halocynthia gangelion (Savigny, 1816): sinónimo de Pyura gangelion (Savigny, 1816)
- Halocynthia grandis (Heller, 1878): sinónimo de Herdmania grandis (Heller, 1878)
- Halocynthia haustor (Stimpson, 1864): sinónimo de Pyura haustor (Stimpson, 1864)
- Halocynthia hispida (Herdman, 1881): sinónimo de Halocynthia dumosa (Stimpson, 1855)
- Halocynthia hystrix Oka, 1930: sinónimo de Pyura sacciformis (Drasche, 1884)
- Halocynthia jacatrensis (Sluiter, 1890): sinónimo de Pyura arenosa (Herdman, 1882)
- Halocynthia jakoboja Oka, 1906: sinónimo de Halocynthia igaboja Oka, 1906
- Halocynthia johnsoni Ritter, 1909: sinónimo de Pyura haustor (Stimpson, 1864)
- Halocynthia jokoboja Oka, 1906: sinónimo de Pyura sacciformis (Drasche, 1884)
- Halocynthia karasboja Oka, 1906: sinónimo de Pyura vittata (Stimpson, 1852)
- Halocynthia michaelseni Oka, 1906: sinónimo de Pyura sacciformis (Drasche, 1884)
- Halocynthia mirabilis (Drasche, 1884): sinónimo de Herdmania mirabilis (Drasche, 1884)
- Halocynthia momus (Savigny, 1816): sinónimo de Herdmania momus (Savigny, 1816)
- Halocynthia owstoni Oka, 1906: sinónimo de Halocynthia igaboja Oka, 1906
- Halocynthia paessleri (Michaelsen, 1900): sinónimo de Pyura paessleri (Michaelsen, 1900)
- Halocynthia pallida (Heller, 1878): sinónimo de Herdmania pallida (Heller, 1878)
- Halocynthia partita (Stimpson, 1852): sinónimo de Styela canopus (Savigny, 1816)
- Halocynthia polycarpa Sluiter, 1904: sinónimo de Pyura polycarpa (Sluiter, 1904)
- Halocynthia pulchella (Verrill, 1871): sinónimo de Dendrodoa pulchella (Rathke, 1806)
- Halocynthia riiseana (Traustedt, 1883): sinónimo de Pyura vittata (Stimpson, 1852)
- Halocynthia ritteri (Oka, 1906): sinónimo de Halocynthia igaboja Oka, 1906
- Halocynthia rustica (Linnaeus, 1767): sinónimo de Styela rustica Linnaeus, 1767
- Halocynthia sanderi (Traustedt & Weltner, 1894): sinónimo de Pyura sacciformis (Drasche, 1884)
- Halocynthia setosa Sluiter, 1905: sinónimo de Pyura setosa (Sluiter, 1905)
- Halocynthia stubenrauchi (Michaelsen, 1900): sinónimo de Pyura stubenrauchi (Michaelsen, 1900)
- Halocynthia superba (Ritter, 1900): sinónimo de Halocynthia aurantium (Pallas, 1787)
- Halocynthia transversaria Sluiter, 1904: sinónimo de Boltenia transversaria (Sluiter, 1904)
- Halocynthia tuberculum Verrill, 1879: sinónimo de Styela coriacea (Alder & Hancock, 1848)
- Halocynthia vanhaffeni Michaelsen, 1904: sinónimo de Pyura stolonifera (Heller, 1878)
- Halocynthia vanhoeffeni Michaelsen, 1904: sinónimo de Pyura stolonifera (Heller, 1878)
- Halocynthia vanhoffeni Michaelsen, 1904: sinónimo de Pyura stolonifera (Heller, 1878)
- Halocynthia villosa (Stimpson, 1864): sinónimo de Boltenia villosa (Stimpson, 1864)
- Halocynthia washingtonia Ritter, 1913: sinónimo de Pyura haustor (Stimpson, 1864)